# توماس داير
توماس داير (بالإنجليزية: Thomas Dyer)‏ هو سياسي أمريكي، ولد في 13 يناير 1805 في مقاطعة هارتفورد في الولايات المتحدة، وتوفي في 6 يونيو 1862 في كونيتيكت في الولايات المتحدة بسبب نوبة قلبية. حزبياً، نشط في الحزب الديمقراطي. وقد انتخب عمدة شيكاغو ‏.